# Совет национального спасения (Португалия)
Совет национального спасения  (Португалия) (порт. Junta de Salvação Nacional (JSN)  — высший орган государственной власти Португалии 25 апреля — 15 мая 1974 года. Создан как временный в ходе Революции гвоздик. Исполнял обязанности главы государства до 15 мая 1974 года, главы правительства до 16 мая 1974 года. Распущен 14 марта 1975 года.

## Полномочия Совета национального спасения
Совет национального спасения был сформирован в соответствии с п. А.1. Программы Движения вооруженных сил для осуществления высшей политической власти в Португалии до сформирования Временного гражданского правительства. Он должен был осуществить мероприятия, предусмотренные частью А. (Меры немедленные) Программы ДВС по демонтажу структур свергнутого режима, обеспечению порядка и осуществлению предусмотренных политических и гражданских свобод.
В течение 21 дня (не более трех недель) СНС должен был назначить из своей среды президента Республики (п. Б.1 Программы ДВС), который, в свою очередь, был обязан назначить временное правительство (п. Б.2). Совет национального спасения должен был действовать в течение всего «чрезвычайного периода» с целью защиты целей Программы ДВС вооруженными силами (п. Б.3). СНС предполагалось распустить после окончания «чрезвычайного периода», когда будут избраны Законодательное собрание и новый президент (п. В.1.).

## История
Решение о сформировании в соответствии с Программой ДВС Совет национального спасения было оформлено 25 апреля 1974 года Конституционным Законом № 1 (Lei Constitucional n.º 1/74, de 25 de Abril) который передавал Совету законодательные и исполнительные функции распущенных организаций свергнутого режима. О создании Совета национального спасения было объявлено по португальскому телевидению генералом Антониу ди Спинолой в 01.24 ночи 26 апреля 1974 года.

### Первый состав СНС
- 1. Генерал Антониу Себастьян Рибейру де Спинола, председатель СНС (Сухопутные силы)
- 2. Генерал Франсишку да Кошта Гомеш, заместитель председателя (Сухопутные силы)
- 3. Бригадный генерал Жайме Силвериу Маркеш[порт.] (Сухопутные силы)
- 4. Капитан 1-го ранга Жозе Батишта Пиньейру де Азеведу (Военно-морские силы)
- 5. Капитан 2-го ранга (капитан фрегата) Антониу Алва Роза Коутинью (Военно-морские силы)
- 6. Генерал Мануэл Диогу Нету[порт.] (командующий ВВС в Мозамбике — назначен заочно, Военно-воздушные силы)
- 7. Полковник запаса Карлуш Галван де Мелу[порт.] (Военно-воздушные силы)[3].

### Деятельность СНС
В соответствии с программой ДВС Совет национального спасения, избрав своей резиденцией президентский дворец «Белен» в Лиссабоне уже в первые дни провел мероприятия по демократизации жизни страны. Были освобождены все политические заключенные, начали свободно действовать политические партии, лидеры которых триумфально вернулись в Лиссабон из эмиграции. Получили свободу действия и официальное признание профсоюзы. 14 мая 1974 года СНС опубликовал закон об основных конституционных положениях, а на следующий день, 15 мая назначил генерала Антониу ди Спинолу Президентом Республики. 16 мая было сформировано Временное правительство во главе с Аделину да Палма Карлушем. 31 мая 1974 года был сформирован Государственный совет Португалии, в состав которого вошли все члены СНС.

### Падение роли Совета национального спасения
После того, как СНС передал полномочия главы государства и главы правительства, а также сам вошел в состав Государственного совета, его функции стали неопределенными. Высокий статус Совета поддерживали возглавлявший его президент ди Спинола, представительство трех родов войск и п.п. В.3. и В.1. Программы ДВС о сохранении СНС в качестве гаранта преобразований до избрания конституционных властей. В стране, кроме СНС, Президента, правительства и Государственного совета набирал силу и такой центр власти как Координационная комиссия ДВС. В период Сентябрьского кризиса 1974 года стало ясно, что решения СНС не являются обязательными для правительства и не выполняются вооруженными силами, если те с ними не согласны. Попытка Совета национального спасения и президента ди Спинолы установить контроль над ситуацией провалилась, Спинола ушел в отставку. СНС был реорганизован.

### Второй состав Совета национального спасения
30 сентября 1974 года было опубликовано заявление Движения вооруженных сил о том, что генералы Антониу ди Спинола, Жайме Силвериу Маркиш, Карлуш Галван ди Мелу и Мануэл Диогу Нету больше не являются членами СНС. Новый состав Совета был следующим:
- 1. Генерал Франсишку да Кошта Гомиш, Президент Республики, председатель (Сухопутные силы)
- 2. Подполковник Карлуш Фабиан, бывший губернатор Португальской Гвинеи, Сухопутные силы)
- 3. Подполковник Нуну Фишер Лопиш Пиреш (порт. Nuno Fisher Lopes Pires, Сухопутные силы)
- 4. Вице-адмирал Жозе Батишта Пиньейру ди Азеведу (Военно-морские силы)
- 5. Майор Силвану Рибейру (порт. Silvano Ribeiro, Военно-морские силы, на время отсутствия адмирала Антониу Алва Роза Коутинью, назначенного губернатором Анголы)
- 6. Подполковник Нарсису Мендиш Диаш (порт. Narciso Mendes Dias,  Военно-воздушные силы)
- 7. Подполковник Анибал Пинью Фрейре (порт. Aníbal Pinho Freire, Военно-воздушные силы)

## Роспуск Совета национального спасения
Совет национального спасения вновь был возглавлен Президентом Республики, однако утратил своё прежнее значение. Статус представителей вооруженных сил понизился, новые члены СНС не имели политического веса, а реальное влияние в армии уже перешло к Координационной комиссии ДВС. Функции СНС стали скорее консультативными.
После событий 11 марта 1975 года руководство страны решило реорганизовать структуру государственного управления. 14 марта 1975 года Ассамблея Движения вооруженных сил приняла Закон № 5/75 (Institucioionalização do M. F. A., Lei 5/75, de Março), который был подписан президентом Коштой Гомишем. Статья 1 Закона упраздняла Совет национального спасения, Статья 2 учреждала Революционный совет Португалии, в который входили и бывшие члены СНС.